# Ханов, Андрей Владимирович
Андрей Владимирович Ханов (род. 22 декабря 1964) — российский художник. Участник «Концессия (арт-группа)», гуманитарного фонда «Свободная культура» («Пушкинская, 10 (арт-центр))». Участник выставок ленинградского андреграунда 1980-х: «Современный автопортрет»,, 1993 и других. Работы хранятся в коллекции альманаха Петрополь, в музее-заповеднике «Томская Писаница», Кемерово и в Музее нонконформистского искусства ,, Санкт-Петербург. Сведения о практике художника 1980-х хранятся в архиве Мичиганского университета, США.
Семья: Отец - Ханов Владимир Андреевич, ученый-оптик, Новосибирск. Мать - Еслилевич Светлана Викторовна, научный сотрудник, Новосибирск. Падчерица - певица Пелагея,.

## Биография
- Родился 22.12.1964 во Новосибирском Академгородке в семье студентов-физиков. В школе увлекся рисованием. В 1973 году переехал в город Прокопьевск Кемеровской области. Один путешествовал по Памиру.
- С 1982 по 1983 год и учился в НЭТИ, рисовал музыку на репетициях рок-группы «Идея Фикс» Николая Гнедкова.
- В 1983—1985 годах служил в армии, в поселке Красный Яр Приморского края, путешествовал один по тайге и рисовал свои видения.

Ленинград
- В 1985 году переехал в Ленинград, где учился в ЛГУ им. А. А. Жданова. Научные работы[12] были отвергнуты университетом, рекомендовано заняться художественным творчеством. Рисовал на крыше студенческого общежития университета в Петродворце.
- С 1986 года начал участвовать в выставках ленинградского арт-андеграунда и в общегородских выставках.[1][2][5][13]
- В 1988 выставку художника «Авангард в Русском музее на заборе» [2],[5] уничтожило ленинградское КГБ[14].
- В 1988 мастерская располагалась в арт-сквоте на Гангутской ул. 8. Затем, в сарае съёмного дома во Всеволожске.
- В 1989 вместе с художником Александром Орловым (Ян Сер) делил мастерскую в здании Андреевского рынка на Васильевском острове.
- В 1990 году, совместно с художником Светославом Чернобай организовал арт-свот на площади Мира (ул. Ефимова, 4).
- В 1991 году руководил студией живописи в ДКстудентов ЛГУ в Петродворце, мастерская находилась там-же.
- В 1992 году мастерская располагалась в арт-сквоте на Пушкинской, 10.
- В 1992—1993 годы, совместно с художником Владимиром Петуховым-Овсеенко создал арт-сквот на Первой Советской ул. 12.

Сибирь
- В 1993-1996 году переехал в Сибирь. Выставки в художественных музеях (Новосибирск, Томск, Иркутск) и исторических музеях разных городов (Новосибирск, Новокузнецк, Кемерово, Красноярск). Мастерские предоставляли музеи, университеты и комитеты по культуре, для подготовки выставок. Во время монтажа выставки в НХМ получил травму рук и стал инвалидом, но продолжил рисовать, зажимая кисть зубами.[11] Совместно с известными учеными и художниками издавал альманах «Сибирское искусство». Ездил в экспедиции с археологам и путешествовал по Сибири один. Преподавал в художественном училище и детской художественной школе.[15]
- В 1996 пережил клиническую смерть от переохлаждения в горах в Восточной Сибири.[11]
- В 1997 издательство «Росса», Новосибирск издало его книгу «Сказки звёздного неба».[16]

Лондон
- В 2000-х жил в Лондоне, изучал современную философию и занимался стрит-артом.

Москва
- В 2004 переехал в Москву.
- В 2015—2016 годах — резиденции в Доме творчества художников «Сенеж», Солнечногорск, Московская область.
- В 2016 самовольно захватил под мастерскую пустующий этаж здания в Кривоколенном переулке, 12, Москва, принадлежащем Российской Академии Художеств.
- В 2017 в галерее «Спичка», Солнечногорск, Московская область, состоялась премьера музыкальных проектов художника.[17][18]
- В 2017—2019 годах работал в заброшенном поле между селом Дмитровское и поселком Петрово-Дальнее, Московская область, где устроил выставку[19].
- С 2018 года использует видео, питчинг, компьютер и виртуальную реальность. Участвует в российских[20], международных выставках[21], арт-фестивалях и арт-блокчейн мероприятиях.[22]

## Творчество
- Творчество художника относят к абстрактному искусству в эпоху постмодерна. (Оксана Лысенко, 1993).[23]
- «Художественная практика — лирическая абстракция с включением фигуративных и знаковых элементов, а также к стрит-арт» (Олег Лейкинд, Дмитрий Северюхин, 2004).[5]
- «Наслаждается цветом, линией, потоком краски, размышляя о вечном, представляя живопись как музыку». (Елена Ковешникова, 2012).[24]
- «Рисует спонтанно возникающие образы всего светлого, что есть в душе». (Людмила Чекалина, 2013) .
- «В зеркальных пространствах Андрея Ханова всё оказывается равноценным, каждая пластическая клетка обладает суверенностью, содержит глубоко личную природу, открывая перед зрителем многослойное и всегда неожиданное зрелище». Используя технологии "зеркальной" образности, Андрей Ханов наглядно выявляет те ситуации, которые в сущности составляют изнанку нашей жизни, её иллюзорность или оборотную сторону наших желаний и надежд.» «В них прячутся и раскрываются миры нереализованных возможностей человека и даже общественных институций и формаций, в них таятся личные помыслы самого художника, исполняющиеся в волшебной драматургии, где царствует Алиса и Чеширский кот.» (Виталий Пацюков, 2021).[25][26]
- «Творчество Ханова – это визуальные метафоры. Мысли, идеи, реальность и впечатления - все, из чего состоит человеческая жизнь, художник обращает в абстрактные образы, которые именует «смыслоформами» (Мария Филатова, 2021).[27]
- «Все искусство Андрея это попытка дать сакральному началу проявить себя в человеческом мире» (Станислав Громаков, 2023).[28]

## Выражение духа времени
Виталий Пацюков называет художника — «переписчиком книги постистории визуальной культуры ленинградского (петербургского) авангарда начала 60-х годов», использующим «её демифологизированные руины для обнажения форм нашей стремительной виртуальной цивилизации.».

## Перформансы-высказывания теории искусства[29],[30]
Питч-перформанс художника «Искусство и визуальная культура — противоположны» в ММСИ в 2016 году, цитируется университетскими исследователями культуры, искусства и языка в дискуссиях:
- о смыслах культуры в эпоху постмодерна[32],[33],[34]
- о проблемах визуализации концептуальных представлений[35],
- о семиотике символа-архетипа и в контексте проблемы создания искусственного интеллекта[32],
- о социальной роли NFT[36][37]
- о квантовой теории[38].

## Отношение институций современного искусства
Архив RAAN Московского музея современного искусства «Гараж», совместно с музеем «Зиммерли» при «Ретгерс», государственном университете Нью-Джерси, США и исследовательским центром Восточной Европы университета Бремена, Германия, а также справочник петербургского искусства — Мичиганского университетат, США и энциклопедия «Санкт-Петербург», учреждённая Санкт-Петербургским комитетом по культуре и «фондом Лихачева») — относят практику художника к «ленинградскому андеграунду 1980-х — 1990-х годов» и «абстрактному искусству».

## Научные статьи о художнике
1996. Лекции РУДН по культурологии, Реональда Ользина, статьи в Студопедии и Студфайлах.
2012. Евгения Демидова, главный хранитель музея-заповедника «Томская писаница».Научные сборники Омского  и Алтайского госуниверситетов, музеев-заповедников «Шушенское» и «Томская Писаница»
2020. ІННОВАЦІЇ В РІШЕННІ ХУДОЖНЬОГО ТВОРУ НА ПРИКЛАДІ БЛОКЧЕЙН-АРТУ Джангірова, Аїда Шаміліївна
2020. «Философское письмо» (Станислав Громаков, PhD, саратовский государственный университет).

## Некоторые выставки и акции
- 1988. «Авангард в Русском музее на заборе», Невский проспект, Ленинград.[2][5][44]
- 1991. «Нарисованные заграждения против танков ГКЧП», Гостилицкое шоссе, ленинградская область.[2][5]
- 1993. «Современный автопортрет», ЦВЗ «Манеж», Санкт-Петербург.[13]
- 1993. «Мир религиозных образов — связь времён», ГМИР (государственный музей истории религии совместил работы художника с сакральной живописью всех эпох и конфессий из своей коллекции: Рембрандт, Андрей Рублёв, Кацусика Хокусай и другие).[2][5][45]
- 1995. «Сибирская культура — связь времён», музей Новосибирского государственного университета.[46]
- 1996. «Наскальная и современная живопись — связь времён», музей «Томская Писаница», Кемерово.[7][39][40][41]
- 1997. «Праздник чистого чума», перформанс, площадка перед главным зданием Новосибирского государственного университета.[15][47][48][49]
- 2012. «От мифа к современному искусству», музей КемГИКИ (кемеровского государственного института культуры).[24][50][51]
- 2012—2013. «Орнаментализм — Терра инкогнито», московская муниципальная галерея «На Каширке».[52][53][54]
- 2014. «Международная выставка памяти Рудольфа Гигера», «Дедалис-студи», Терамо,«Раппатони арт-фестиваль» Раппатони, Италия.[21]
- 2014.  «Классика абстракции»,  московская муниципальная галерея «Беляево», Москва.[55]
- 2014.  «Абстракция, архитектоника, джаз»,  московская муниципальная галерея «Нагорная», Москва.[56]
- 2018. «Авангард на заборе 1988+30» (перформанс «Выставка в поле»), Петрово-Дальнее, Московская область.[57][58][59]
- 2019. «Искусство и право», галерея «Тисеас» (Thiseas Art Gallery), Лимасол, Кипр.[60][61]
- 2021.  «Кавказская ривьера: баталии за рай». Сочинский художественный музей, Сочи.[62][63], ДПИ, Москва.[64][65]
- 2021.  «III международная триеннале современной графики», новосибирский художественный музей.[27][66]
- 2021. «За парад отвечаю я, Вахтангов»,  московская муниципальная галерея «A3», Москва.[67][67][68]
- 2023. «Референсы сознания. От наскального искусства до Digital-Art», Кузбасский центр искусств, Кемерово.[69][70][71][72]